# Вільям Левада

Герб кардинала Левади

Вільям Джозеф Левада (англ. William Joseph Levada; нар. 15 червня 1936, Лонг-Біч, США — 26 вересня 2019) — американський кардинал, префект Конгрегації віровчення, голова Папської біблійної комісії та Міжнародної богословської комісії, голова Папської комісії «Ecclesia Dei» (2005–2012), колишній архієпископ Сан-Франциско (США).

## Біографічні відомості
Початкову і середню освіту здобув у Лонг-Біч, після чого впродовж п'яти років навчався в семінарії Лос-Анджелеса.
У 1958 році він був направлений в римську Північно-Американську колегію. У Римі він вивчав теологію в Папському Григоріанському університеті, отримавши докторський ступінь з догматичного богослов'я з відзнакою magna cum laude.
Після рукоположення в Соборі святого Петра в Римі 20 грудня 1961 року протягом п'яти років він працював на парафії в Лос-Анджелесі, а також був першим директором з питань постійної формації духовенства і викладачем теології в «St. John's Seminary School of Theology».
З 1976 року працює офіціалом Конгрегації віровчення, одночасно викладаючи богослов'я в Папському Григоріанському університеті.
У 1982 році він став виконавчим директором Єпископської конференції Каліфорнії (Сакраменто).
25 березня 1983 року папа Римський Іван-Павло II призначив Вільяма Леваду єпископом-помічником Лос-Анджелеса, титулярним єпископом Капрі. Єпископська хіротонія відбулася 12 травня того ж року (головним святителем був архієпископ Лос-Анджелеса кардинал Тімоті Меннінг). Єпископ Левада був єпископським вікарієм округу Санта-Барбара до 1986 року, коли новий архієпископ Лос-Анджелеса Роберт Магоні призначив його канцлером і модератором курії.
1 липня 1986 року Вільям Левада був призначений архієпископом Портленда в штаті Орегон. 21 вересня відбулося його урочисте введення на престол архідієцезії Портленда. За дев'ять років пастирського служіння в Портленді він спричинився до зросту покликань до священства і до поліпшення стану місцевої семінарії, у якій він викладав еклезіологію.
17 серпня 1995 року Іван Павло II призначив Леваду архієпископом-коад'ютором Сан-Франциско, який вступив на цю посаду 24 жовтня, а 27 грудня того ж року він змінив архієпископа Джона Куїнна, ставши сьомим архієпископом Сан-Франциско.
З моменту свого єпископського рукопокладення Вільям Левада брав активну участь в численних комітетах Єпископської конференції Сполучених Штатів і в адміністративних радах «Католицького університету Америки», «Національної святині Непорочного Зачаття» і «Національного католицького центру біоетики».
З 1986 по 1993 рік Левада був єдиним американським єпископом в комісії з редагування Катехизму Католицької Церкви. Він є автором глосарію, опублікованого у другому англійському виданні Катехизму. У 1997 році він брав участь у спеціальній асамблеї Синоду Єпископів, присвяченій Америці, а потім був призначений до пост-синодальної ради.
З липня 1999 по травень 2000 року архієпископ Левада був одночасно апостольським адміністратором єпархії Санта-Роза.
У 2000 році він був призначений співголовою англікансько-католицького діалогу в Сполучених Штатах Америки (ARC-США). У листопаді того ж року він був призначений членом Конгрегації віровчення.
У листопаді 2003 року архієпископ Левада став головою комітету з питань віровчення Конференції єпископів США.
13 травня 2005 року новообраний папа Бенедикт XVI призначив архієпископа Леваду своїм наступником на посаді префекта Конгрегації віровчення. Займаючи цю посаду, він на підставі права є одночасно головою Папської біблійної комісії та Міжнародної богословської комісії.
На першій кардинальській консисторії папи Бенедикта XVI архієпископу Леваді надано сан кардинала-диякона з дияконством Санта-Марія-ін-Домніка.
У жовтні 2008 року кардинал Левада був президентом-делегатом 12-ї Генеральної асамблеї Синоду Єпископів.
8 липня 2009 кардинал Левада призначений головою Папської Комісії «Ecclesia Dei».
2 липня 2012 року папа прийняв зречення кардинала Левада із займаних посад у зв'язку з досягненням пенсійного віку.

## Членство в дикастеріях Римської курії
Кардинал Левада є членом таких дикастерій Римської курії:
- Конгрегація в справах єпископів
- Конгрегація в справах святих
- Конгрегація євангелізації народів
- Конгрегація в справах католицької освіти
- Конгрегація Східних Церков
- Папська рада в справах законодавчих текстів
- Папська рада зі сприяння єдності християн
- Папська рада зі сприяння новій євангелізації